# 존 타르탈리아
존 타르탈리아(John Tartaglia, 1978년 2월 16일 ~ )는 미국의 배우이다.

## 방송
- 조니와 채소 친구들

## 영화
- 신나는 글자축제 (2016년) - 킵 목소리 역
- 사일런트 벗 데들리 (2012년)
- 쇼비지니스 - 더 로드 투 브로드웨이 (2007년) - 본인 역
- 러브 더 하드 웨이 (2001년)